# Île aux Musées (Berlin)
Pour les articles homonymes, voir Île aux Musées.
L'île aux Musées (en allemand : Museumsinsel) de Berlin, en Allemagne, est un ensemble monumental de cinq musées réalisé, sur la Spreeinsel, entre 1830 et 1934. Il est classé depuis 1999 au patrimoine mondial de l'Unesco.

## Histoire
Au Moyen Âge et au début de l'ère moderne, la partie avale de l'île fluviale, au nord de la ville de Cölln, n'est qu'un terrain marécageux. À la suite de la construction du château de Berlin à partir du XVe siècle, le canal du Kupfergraben est creusé pour le drainage de zones humides aménagées en jardin potager. 

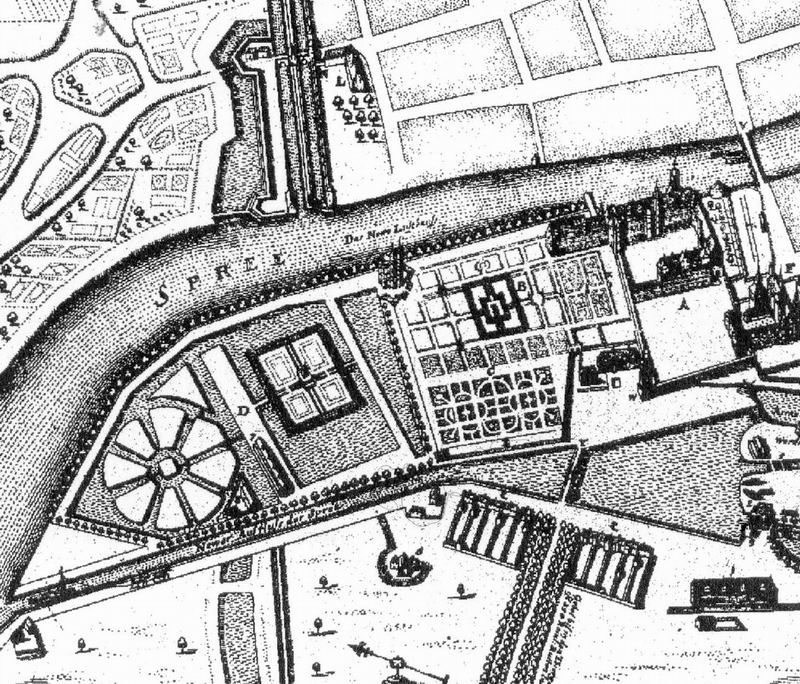
Carte de l'île par Johann Gregor Memhardt, 1652.

En 1645, dans les dernières années de la guerre de Trente Ans, le « Grand Électeur » Frédéric-Guillaume Ier de Brandebourg demande le rétablissement en style hollandais ; ainsi naît le Lustgarten (« jardin d'agrément »). La pointe nord de l'île, site d'une orangerie, est à nouveau modifiée au cours de l'établissement de la forteresse de Berlin à partir de 1658. Au XVIIIe siècle, le terrain est utilisé comme port commercial.
Des plans initiaux pour la réalisation d'un musée d'art sont tracés sous le règne du roi Frédéric-Guillaume II, mais c'est son fils et successeur Frédéric-Guillaume III, tenant compte du souhait de la bourgeoisie, qui prend l'initiative par une ordonnance adoptée en 1810. Les travaux du bâtiment de l'Altes Museum, conçu par l'architecte Karl Friedrich Schinkel, commencent en 1823 ; l'érudit Wilhelm von Humboldt en assume la direction du comité de construction.
Ce premier musée ouvre ses portes au public en 1830, suivi par le Neues Museum (« Nouveau musée ») en 1859. Au cours des décennies, d'autres institutions voient le jour : la Nationalgalerie en 1876, le Kaiser-Friedrich-Museum (aujourd'hui : Bode-Museum) en 1904 et, enfin, le musée de Pergame comprenant le grand autel de Pergame, le musée du Proche-Orient et le musée d'Art islamique de Berlin en 1930.
L'île aux Musées témoigne donc d'un siècle de politique culturelle qui a abouti à la constitution d'une des plus riches collections d'œuvres d'art au monde.
Pendant le régime nazi, les services de la construction d'Albert Speer prevoient de nombreuses extensions et adaptations dans le cadre du projet monumental de Welthauptstadt Germania. L'architecte Wilhelm Kreis conçoit, entre autres, l'extension du musée des Antiquités Égyptiennes, le musée du XIXe siècle, le Musée Germanique et le musée de la guerre mondiale. Les pénuries liées à l'économie de guerre et les bombardements en empêchent la réalisation. La reconstruction de l'île aux Musées, fortement endommagée et alors située à Berlin-Est, progresse lentement. Le Neues Museum demeure ainsi en ruine jusqu'à la réunification allemande.

## Musées
Située dans le quartier de Cölln, on y trouve des musées d'État, ouverts tous les jours, comme :
- le Bode-Museum ;
- le musée de Pergame ;
- l'Altes Museum ;
- le Neues Museum ;
- l'Alte Nationalgalerie.

ainsi que :
- la cathédrale de Berlin ;
- le château de Berlin ;
- le Lustgarten.

## Plan directeur

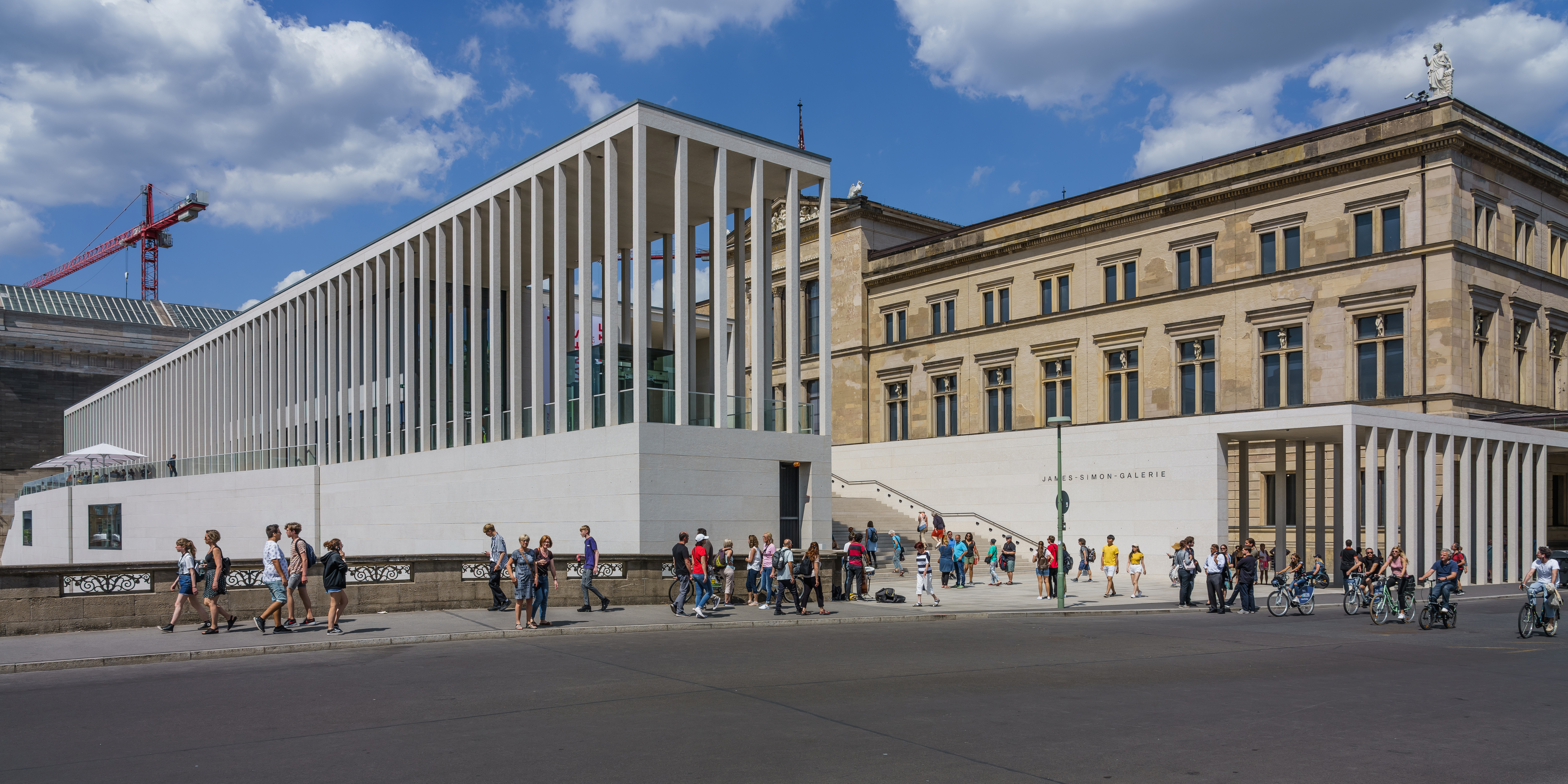
La galerie James Simon.

## Transports
Le site est accessible par la station Museumsinsel de la ligne 5 du métro.